# Pomba-de-coleira
A pomba-de-coleira (nome científico: Patagioenas fasciata), também conhecida como pomba-de-coleira-branca, é uma ave da família Columbidae pertencente ao gênero Patagioenas.
Esta ave é encontrada nos Estados Unidos (nos estados: Califórnia, Oregon, Washington e no sul do Arizona), Canadá (província British Columbia) e também algumas partes da América Central e norte da América do Sul.

## Subespécies
São reconhecidas sete subespécies:
- Patagioenas fasciata fasciata (Say, 1823) - oeste da América do Norte do sudoeste do Canadá até Nicarágua.
- Patagioenas fasciata letonai (Dickey & van Rossem, 1926) - Honduras e El Salvador (incluindo o Vulcão de San Miguel)
- Patagioenas fasciata parva (Griscom, 1935) - norte de Nicarágua.
- Patagioenas fasciata vioscae (Brewster, 1888) -  montanhas do extremo sul da Baixa Califónia (Sierra de la Laguna)
- Patagioenas fasciata crissalis (Salvadori, 1893) - Costa Rica e oeste do Panamá.
- Patagioenas fasciata roraimae (Chapman, 1929) - tepuis do sul da Venezuela (Monte Roraima)
- Patagioenas fasciata albilinea (Bonaparte, 1854) - Colômbia até Venezuela, noroeste do Brasil e norte da Argentina.